# Farfalle del Parco nazionale dell'Appennino Tosco-Emiliano
Nel territorio del Parco nazionale dell'Appennino Tosco-Emiliano sono state finora segnalate 89 specie di farfalle, un numero verosimilmente destinato a crescere con ulteriori indagini, considerando l’estensione territoriale, la posizione geografica e l’ampio intervallo altitudinale che caratterizzano l’area protetta. 
Varie farfalle presenti sui rilievi del Parco hanno una distribuzione che in Italia interessa l’arco alpino e gli Appennini: ne sono un esempio Parnassius apollo e Parnassius mnemosyne, entrambi inclusi nella Direttiva Habitat 92/43/CEE e noti per poche località, nonché Lycaena virgaureae, Hipparchia hermione e 6 specie di Erebia, tra cui Erebia cassioides ed Erebia epiphron che in Appennino settentrionale risultano molto localizzate. Aree di particolare pregio per le specie montane sono ad esempio la zona che del Casone di Profecchia va al Monte Prado, il passo della Pradarena e il Monte Cusna, caratterizzate da ampie superfici prative. Proprio in virtù della presenza di alcuni dei più importanti rilievi dell’Appennino settentrionale, il Parco potrebbe costituire un’importante area rifugio per varie specie orofile nei confronti degli effetti del riscaldamento globale. Questo fenomeno rappresenta una minaccia per le popolazioni di molte delle specie citate e in particolar modo nei settori appenninici, dove esse risultano più frammentate rispetto a quanto si riscontra nell’areale alpino e quindi a rischio di rarefazione ed estinzione locale. 
Tra le specie di farfalle incluse nella Direttiva Habitat 92/43/CEE, oltre ai giù menzionati Parnassius, nel Parco sono segnalate anche Zerynthia cassandra, Lycaena dispar e Phengaris arion,  tutte note per un numero ridotto di stazioni e pertanto meritevoli di attenzione per quanto riguarda la loro tutela. 
Rivestono interesse anche la presenza di Phengaris alcon, licenide che come Phengaris arion è generalmente molto localizzato in virtù del peculiare ciclo vitale che richiede la compresenza di piante nutrici larvali e formiche ospiti, oltre alle segnalazioni di Limenitis populi ed Arethusana arethusa, che qui raggiungono il limite meridionale di distribuzione a livello appenninico.